# Progebiophilus bruscai
Progebiophilus bruscai là một loài chân đều trong họ Bopyridae. Loài này được Salazar-Vallejo & Leija-Tristan miêu tả khoa học năm 1990.